# 석용화
석용화(1925년 4월~)는 대한민국의 비전향 장기수이다.

## 생애
경상남도 양산군에서 농사짓는 집안에서 태어났다. 아버지는 지주였으나 일제강점기에 몰락한 데다가 소실이었던 어머니가 어릴 때 집을 떠나 힘겹게 생활하였다. 소학교를 마치고 농사짓던 중 군정기를 맞았다.
이 시기에 미군정의 친일파 등용에 실망하여 좌익 운동에 뛰어들어 자생(自生)한 사회주의자가 되었다. 1946년에 남조선로동당에 가입하고 대구 10·1 사건에 참여하였다. 좌익 활동으로 몇 차례 수감되기도 하였으며, 약 1년 6개월을 복역했다.
1950년에 한국 전쟁이 발발하자 조선인민유격대로 참전하였다. 신불산에 입산하여 경상남도 일대에서 유격대원으로 활동하던 중, 1952년에 체포되었다. 사형을 선고받았으나 제2공화국에서 감형 처분되어 징역 20년형이 되었다.
이후 장기수로 수감 생활을 하였고 수감 기간 중 전향을 권유받았으나 거부했다. 형기 20년을 채우고 1972년에 출소한 뒤에는 1973년에 혼인하여 두 딸을 두었고 부산에 거주하면서 포장마차를 운영하고 아파트에서 경비원으로 일하면서 생계를 꾸렸다.
2000년 6·15 남북 공동선언에 의거해 조선민주주의인민공화국으로 송환되었다. 석용화는 삼팔선 북쪽을 밟아 본 적이 없는 남쪽 출신인 데다가 가족이 모두 대한민국에 거주하면서 송환을 반대했다는 점에서 송환 대상자 가운데 드문 경우였다. 송환 후 조선민주주의인민공화국에서 조국통일상을 받고 수기 〈평양은 나의 사상, 신념, 의지의 고향〉을 발표했다.